# ピアノ協奏曲 (ルトスワフスキ)
ピアノと管弦楽のための協奏曲は、ヴィトルト・ルトスワフスキが作曲したピアノ協奏曲。ザルツブルク音楽祭からの委嘱により書かれた作品である。初演は1988年8月19日、同音楽祭において作曲者自身の指揮、クリスティアン・ツィメルマンの独奏、オーストリア放送交響楽団の演奏で行われた。曲はツィメルマンに献呈されている。

## 楽器編成
独奏ピアノ、フルート3（ピッコロ持ち替え）、オーボエ3、クラリネット3（小クラリネット、バスクラリネット持ち替え）、ファゴット3（コントラファゴット持ち替え）、ホルン4、トランペット2、トロンボーン3、テューバ、ティンパニ、打楽器奏者3、ハープ、弦五部。

## 楽曲構成
演奏時間は約27分で、曲は切れ目なく演奏される4つの楽章から成る。第1楽章は4つの部分に分けることができ、ルトスワフスキはその第1と第3の部分が「無頓着な」モチーフを有すると述べている。逆に、楽章の第2と第4の部分については「幅広のカンティレーナに満ちており、最終的に楽章全体の聴きどころへ持っていく」としている。
作曲者自身は第2楽章について次のように述べている。「『モート・ペルペトゥオ』、オーケストラの伴奏に対するピアノの素早い『追跡』は第3楽章へ備えて穏やかに静まっていく終わりを迎える。」
第3楽章は独奏のレチタティーヴォで開始し、その中からラルゴの主題が立ち現われる。楽章に管弦楽が入ってくるのはその後であり、「より唐突な、劇的な性格の時間」となって開始部分との対比を生み出す。終わりには管弦楽は再び静まってソリストのみで奏でられるカンティレーナが回帰する。
第4楽章の形式はバロック時代のシャコンヌを暗に示したものとなっている。主題はオーケストラによって提示され数度繰り返されるが、その間ピアノは異なるエピソードを奏している。この2つの素材は「鎖状」にはめ込まれているため、楽章が終わりに近づくまで同時に始まることも終わることもない。オーケストラが主題の短縮版を最後にもう一度奏した後、ピアノの簡潔なレチタティーヴォとコーダの「プレスト」が曲を締めくくる。

## 評価
本作は音楽家、評論家のいずれからも評価されており、その多くが20世紀に書かれたピアノ協奏曲の中でも指折りの作品であると看做している.。
『フィナンシャル・タイムズ』紙のリチャード・フェアマンは本作を「捉えどころがなく忙しない」、また「知りたがりの聴衆をおびき寄せるセイレーンのようある」と評した。さらに「宙を漂うこの音楽に明確なものは何一つなく、着想は群れを成す昆虫のように急速に離合集散し、地に足を着けるのは最後の数分だけしかない。」と付け加えている。『グラモフォン』誌のアンドリュー・アチェンバッハはこの作品について「簡潔かつ個性的な巧みさにより、直ちに連絡可能な4つの連結された楽章の創意の豊かさを提供する一方、意識的に過去の偉人に耳を傾けている（この例としてはバルトーク、シマノフスキ、プロコフィエフが挙げられる）。」『ニューヨーク・タイムズ』紙のアンソニー・トマジーニは次のように書いている。「巨大で押し流すようなその動き、そしてソリストとオーケストラの劇的な掛け合いにより、このピアノ協奏曲は演奏会用の音楽ジャンルの中でも人気最大の分野に敬意を払っている。プロコフィエフの協奏曲と比べてもほとんど理解しにくいということがない大衆的作品を書きながらも、ルトスワフスキは独創的な方法によって音楽を新鮮で個性的、そして知的な意味で取組みがいのあるものへと創り上げたのである。」
『ガーディアン』紙のアンドリュー・クレメンツは本作が「リゲティの全く異質な協奏曲と並び、バルトーク以降の最も重要なピアノと管弦楽のための作品に位置づけられる」と述べた。ピアニストのレイフ・オヴェ・アンスネスとルイ・ロルティも同様に本作を20世紀終盤でも指折りのピアノ協奏曲であると考えている。ロルティはこう述べている。「ルトスワフスキが一部の現代作曲家のするように、楽器の特性に逆らおうとしていないので、私はこの作品を好んでいる。ルトスワフスキも優れたピアニストであり、彼自身が弾いて楽しめるようなものを作りたかったのではないかと思っている。」
ツィメルマンはこのピアノ協奏曲をBBC交響楽団、ベルリン・フィルの組み合わせで合計2度録音している。